# 이원익 (무예가)
이원익은 세계특공무술연맹 총재이며 미국 텍사스주로 이민을 갔다. 배우 최선아의 남편이다.